# Вороновицька сільська рада
Вороно́вицька сільська́ ра́да — адміністративно-територіальна одиниця та орган місцевого самоврядування в Кельменецькому районі Чернівецької області. Адміністративний центр — село Вороновиця.

## Загальні відомості
- Населення ради: 516 осіб (станом на 2015 рік)

## Населені пункти
Сільській раді були підпорядковані населені пункти:
- с. Вороновиця

## Склад ради
Рада складалася з 12 депутатів та голови.
- Голова ради: Буга Андрій Вадимович
- Секретар ради: Літавщук Олена Анатоліївна

### Керівний склад попередніх скликань
| Прізвище, ім'я, по батькові | Основні відомості                                                 | Дата обрання | Дата звільнення |
| --------------------------- | ----------------------------------------------------------------- | ------------ | --------------- |
| Дєдов Анатолій Петрович     | Сільський голова, 1958 року народження, освіта вища, безпартійний | 26.03.2006   | 31.10.2010      |
| Дєдов Анатолій Петрович     | Сільський голова, 1958 року народження, освіта вища, безпартійний | 31.10.2010   | 25.10.2015      |
| Дєдов Анатолій Петрович     | Сільський голова, 1958 року народження, освіта вища, безпартійний | 25.10.2015   |                 |

Примітка: таблиця складена за даними сайту Верховної Ради України

### Депутати
За результатами місцевих виборів 2015 року депутатами ради стали:

#### За суб'єктами висування
| Суб'єкт висування                                       | Кількість обраних депутатів | %  |
| ------------------------------------------------------- | --------------------------- | -- |
| Політична партія Всеукраїнське об'єднання «Батьківщина» | 3                           | 25 |
| Самовисування                                           | 9                           | 75 |

#### За округами
| № округу                                                | Прізвище, ім'я, по батькові     | Дата визнання обраним | Освіта  | Партійна приналежність                        | Відомості про обраного депутата               |
| ------------------------------------------------------- | ------------------------------- | --------------------- | ------- | --------------------------------------------- | --------------------------------------------- |
| Політична партія Всеукраїнське об'єднання «Батьківщина» |                                 |                       |         |                                               |                                               |
| 1                                                       | Прокопенко Анатолій Дмитрович   | 06.11.2015            | середня | член Всеукраїнського об'єднання «Батьківщина» | тимчасово не працює                           |
| 4                                                       | Бабій Тетяна Володимирівна      | 06.11.2015            | середня | член Всеукраїнського об'єднання «Батьківщина» | тимчасово не працює                           |
| 6                                                       | Літавщук Світлана Володимирівна | 06.11.2015            | вища    | член Всеукраїнського об'єднання «Батьківщина» | Вороновицький НВК, вчитель                    |
| Самовисування                                           |                                 |                       |         |                                               |                                               |
| 2                                                       | Комендант Альона Олександрівна  | 06.11.2015            | вища    | позапартійна                                  | Вороновицька сільська рада,головний бухгалтер |
| 3                                                       | Тимчук Віталіна Миколаївна      | 06.11.2015            | вища    | позапартійна                                  | Вороновицький НВК, вихователь                 |
| 5                                                       | Літавщук Олена Анатоліївна      | 06.11.2015            | середня | позапартійна                                  | Вороновицька сільська рада, секретар          |
| 7                                                       | Бабій Лілія Миколаївна          | 06.11.2015            | вища    | позапартійна                                  | Вороновицький НВК, вчитель                    |
| 8                                                       | Дерев'янко Ірина Володимирівна  | 06.11.2015            | вища    | позапартійна                                  | Вороновицький НВК, вчитель                    |
| 9                                                       | Білик Євгенія Олексіївна        | 06.11.2015            | середня | позапартійна                                  | пенсіонер                                     |
| 10                                                      | Романіка Таїсія Володимирівна   | 06.11.2015            | середня | позапартійна                                  | тимчасово не працює                           |
| 11                                                      | Христюк Тетяна В'ячеславівна    | 06.11.2015            | вища    | позапартійна                                  | тимчасово не працює                           |
| 12                                                      | Панкевич Тетяна Миколаївна      | 06.11.2015            | середня | позапартійна                                  | тимчасово не працює                           |

## Населення
Згідно з переписом УРСР 1989 року чисельність наявного населення сільської ради становила 717 осіб, з яких 325 чоловіків та 392 жінки.
За переписом населення України 2001 року в сільській раді мешкало 649 осіб.

### Мова
Розподіл населення за рідною мовою за даними перепису 2001 року:
| Мова       | Відсоток |
| ---------- | -------- |
| українська | 99,39 %  |
| молдовська | 0,31 %   |
| російська  | 0,31 %   |